# Kościół Podwyższenia Krzyża Świętego w Korszach
Kościół Podwyższenia Krzyża Świętego – rzymskokatolicki kościół parafialny należący do dekanatu Reszel archidiecezji warmińskiej. Jeden z zabytków miasta. Sanktuarium Matki Bożej Fatimskiej erygowane dekretem z dnia 6 czerwca 1996 roku.
Świątynia została zbudowana w 1903 roku. W dniu 10 grudnia 1903 roku została poświęcona i otrzymała wezwanie Podwyższenia Krzyża Świętego. W dniu 22 lutego 1910 roku została utworzona w Korszach samodzielna parafia. Budowla została wzniesiona w stylu neogotyckim i obejmowała dzisiejsze prezbiterium. Okazało się jednak, że świątynia nie była wystarczająca na potrzeby korszeńskich katolików. W połowie grudnia 1945 roku przybył do Korsz pierwszy polski proboszcz, ksiądz Stanisław Lachowicz. Kościół został wtedy uprzątnięty. W latach 50. XX wieku, zostały pomalowane ściany, została założona nowa posadzka, zamontowano ołtarz główny, wstawiono ławki, konfesjonały, świątynia otrzymała ornaty i chorągwie procesyjne. Po wizytacji kanonicznej biskupa Tomasza Wilczyńskiego, w dniu 16 czerwca 1957 roku, ksiądz Lachowicz postanowił rozbudować kościół. W dniu 9 sierpnia 1958 roku otrzymano zgodę na powiększenie świątyni. Po roku, w dniu 18 października 1959 roku, biskup Tomasz Wilczyński konsekrował kościół. Była to pierwsza konsekracja świątyni po II wojnie światowej w diecezji warmińskiej.